# Article 16 du traité sur l'Union européenne
 (décembre 2016).
Si vous disposez d'ouvrages ou d'articles de référence ou si vous connaissez des sites web de qualité traitant du thème abordé ici, merci de compléter l'article en donnant les références utiles à sa vérifiabilité et en les liant à la section « Notes et références ».
L’article 16 du traité sur l'Union européenne fait partie du Titre III : « Dispositions relatives aux institutions ».

## Disposition
L'article 16 dispose :

« 1. Le Conseil exerce, conjointement avec le Parlement européen, les fonctions législative et budgétaire. Il exerce des fonctions de définition des politiques et de coordination conformément aux conditions prévues par les traités.
2. Le Conseil est composé d'un représentant de chaque État membre au niveau ministériel, habilité à engager le gouvernement de l'État membre qu'il représente et à exercer le droit de vote.
3. Le Conseil statue à la majorité qualifiée, sauf dans les cas où les traités en disposent autrement.
4. À partir du 1er novembre 2014, la majorité qualifiée se définit comme étant égale à au moins 55 % des membres du Conseil, comprenant au moins quinze d'entre eux et représentant des États membres réunissant au moins 65 % de la population de l'Union.
Une minorité de blocage doit inclure au moins quatre membres du Conseil, faute de quoi la majorité qualifiée est réputée acquise.
Les autres modalités régissant le vote à la majorité qualifiée sont fixées à l'article 238, paragraphe 2 du traité sur le fonctionnement de l'Union européenne.
5. Les dispositions transitoires relatives à la définition de la majorité qualifiée qui sont applicables jusqu'au 31 octobre 2014, ainsi que celles qui seront applicables entre le 1er novembre 2014 et le 31 mars 2017, sont fixées par le protocole sur les dispositions transitoires.
6. Le Conseil siège en différentes formations, dont la liste est adoptée conformément à l'article 236 du traité sur le fonctionnement de l'Union européenne.
Le Conseil des affaires générales assure la cohérence des travaux des différentes formations du Conseil. Il prépare les réunions du Conseil européen et en assure le suivi en liaison avec le président du Conseil européen et la Commission.
Le Conseil des affaires étrangères élabore l'action extérieure de l'Union selon les lignes stratégiques fixées par le Conseil européen et assure la cohérence de l'action de l'Union.
7. Un comité des représentants permanents des gouvernements des États membres est responsable de la préparation des travaux du Conseil.
8. Le Conseil siège en public lorsqu'il délibère et vote sur un projet d'acte législatif. À cet effet, chaque session du Conseil est divisée en deux parties, consacrées respectivement aux délibérations sur les actes législatifs de l'Union et aux activités non législatives.
9. La présidence des formations du Conseil, à l'exception de celle des affaires étrangères, est assurée par les représentants des États membres au Conseil selon un système de rotation égale, dans les conditions fixées conformément à l'article 236 du traité sur le fonctionnement de l'Union européenne. »